# United States Munitions List
Die United States Munitions List (USML) (deutsch US Munitionsliste) ist eine Liste der US-Regierung, in der sämtliche Waren, Dienstleistungen und damit im Zusammenhang stehende Technologien aufgezählt sind, die als verteidigungs- oder raumfahrtrelevant erachtet werden. Alles auf dieser Liste unterliegt einer Export- und Importkontrolle durch das Außenministerium der Vereinigten Staaten.

## Gesetzliche Grundlage
Die USML ist im Foreign Relations Act, Title 22, Part 121 des Code of Federal Regulations veröffentlicht. Die Zuordnung erfolgt in Anwendung des US Arms Export Control Act von 1976, Section 38 (Title 22 United States Code (U.S.C.) 2778), wobei der Begriffe „defense articles and defense services“ im AECA Section 47(7) (Title 22 United States Code (U.S.C.) 2794(7)) definiert sind.

## Bedeutung der Liste
Eine Exportlizenz ist erforderlich für jeden in der Liste verzeichnete Artikel, jede Dienstleistung oder damit im Zusammenhang stehende Information, bevor diese ausgeführt oder an eine Stelle oder Person, die nicht eine „US Person“ ist, weitergegeben werden. Eine „US Person“ im Sinne der US-Vorschriften ist ein US-Staatsbürger oder ein permanenter Einwohner der USA, der nicht für eine ausländische Firma, Regierung oder eine Nichtregierungsorganisation arbeitet.
Das Directorate of Defense Trade Controls (DDTC) verwaltet diese Regelungen. Die USML wird regelmäßig überprüft und ergänzt.  Änderungen werden im Federal Register veröffentlicht. Bis zum Jahre 1998 gab das US-Außenministerium auch das periodisch erscheinende Defense Trade News and Export Policy Bulletin heraus, in dem Informationen und Erläuterungen zur Exportbeschränkungen veröffentlicht wurden. Inzwischen werden diese Informationen im Internet veröffentlicht.

## Weitere Exportbeschränkungen
Dinge, die sich nicht auf der USML befinden, können dennoch einer Ausfuhrbeschränkung unterliegen, u. a. durch das United States Department of Commerce, Bureau of Industry and Security (BIS). Darüber hinaus existieren eine Vielzahl weiterer Bundesdienststellen, die eigene Exportbestimmungen erlassen haben, z. B. das US Department of Energy (DOE), die US Food and Drug Administration (FDA), die National Nuclear Security Administration (NNSA), die Nuclear Regulatory Commission (NRC), der United States Department of Agriculture - Animal and Plant Health Inspection Service (USDA/APHIS), der United States Fish and Wildlife Service (USFWS).
Artikel, welche den BIS Regelungen unterliegen, befinden sich auf der Commerce Control List (CCL) und verfügen über eine Export Control Classification Number.

## Kritik
Der Grundsatz, dass der Handel mit Kriegswaffen einer Kontrolle unterliegen sollte, ist unstrittig. Jedoch sind Details und Umsetzung der US-Regelungen zur Exportkontrolle teilweise umstritten. Wesentliche Kritikpunkte an den International Traffic in Arms Regulations (ITAR) und der USML sind:
- Sie gelten über das Hoheitsgebiet der USA hinaus und beschneiden dadurch die Autonomie anderer Staaten.
- Die USML ist zu vage formuliert, bietet weiten Interpretationsspielraum und umfasst auch viele zivile Güter.
- Da die Einschränkungen weitreichend sind und auch Bereiche umfassen, die nicht auf den ersten Blick einen Zusammenhang mit Rüstungsexporten vermuten lassen, ist es sehr leicht sich strafbar zu machen.
- Die Beschränkungen gelten auch in Gänze für Produkte, in denen einzelne in der USML gelistete Komponenten verbaut sind bzw. Technologien verwendet werden.
- Selbst wenn eine Produktion ausschließlich in Drittstaaten stattfindet, erfordert trotzdem jeder Export eine Genehmigung seitens der USA.
- Im Rahmen der Genehmigungsverfahren ist eine umfangreiche Dokumentation vorzulegen. Diese diene u. a. der Industriespionage durch die USA.
- Die USML sei eine politische Liste, ihre Zielsetzung sei protektionistisch, bzw. diene dem Erzielen von Wettbewerbsvorteilen durch die USA.
- Die Regelungen würden die Freiheit von Forschung und Lehre einschränken und behindern.

## Kategorien
Die 21 Kategorien der USML lauten:
- I. Schusswaffen und im Zusammenhang damit stehende Gegenstände
- II. Kanonen und Waffen (ab 12,7 mm aufwärts)
- III. Munition und Munitionsteile
- IV. Startgeräte, Lenkflugkörper, Ballistische Raketen, Raketen, Torpedos, Bomben und Minen
- V. Explosivstoffe und energetische Stoffe, Treibmittel, brandauslösende Agenzien und deren Bestandteile
- VI. Überwasserkriegsfahrzeuge und Marine Spezialausrüstung
- VII. Landfahrzeuge
- VIII. Flugzeuge und damit im Zusammenhang stehende Güter
- IX. Militärisches Ausbildungsmaterial und Militärische Ausbildung und Training
- X. Persönliche Schutzausrüstung
- XI. Militärelektronik
- XII. Feuerleitsysteme, Laser, Bildverarbeitung und Lenksysteme
- XIII. Materialien und Verschiedenes
- XIV. Toxische Agenzien einschließlich chemischer und biologischer Agenzien und dazugehörige Ausrüstung
- XV. Raumfahrzeuge und damit im Zusammenhang stehendes Material
- XVI. Im Zusammenhang mit Nuklearwaffen stehende Güter
- XVII. Gegenstände, technische Daten und nicht anderweitig aufgezählte Verteidigungsdienstleistungen, die der Geheimhaltung unterliegen
- XVIII. Laser- und Teilchenstrahlenwaffen
- XIX. Gasturbinentriebwerke und dazugehöriges Gerät
- XX. Unterwasserfahrzeuge und damit zusammenhängendes Gerät
- XXI. Gegenstände, technische Daten und Dienstleistungen für die Verteidigung, die nicht anderweitig aufgezählt sind